# Solutré-Pouilly
Solutré-Pouilly är en kommun i departementet Saône-et-Loire i regionen Bourgogne-Franche-Comté i östra Frankrike. Kommunen ligger i kantonen Mâcon-Sud som tillhör arrondissementet Mâcon. År 2022 hade Solutré-Pouilly 342 invånare.

## Befolkningsutveckling
Antalet invånare i kommunen Solutré-Pouilly
| Referens: INSEE |